# Saturnia numida
Saturnia numida är en fjärilsart som beskrevs av Jules Leon Austaut 1883. Saturnia numida ingår i släktet Saturnia och familjen påfågelsspinnare. Inga underarter finns listade.